# Casa Salas Ricomà
Casa Salas Ricomà és un monument del municipi de Tarragona protegit com a bé cultural d'interès local. L'arquitecte tarragoní Ramon Salas i Ricomà dissenyà per al seu propi habitatge una de les cases més singulars de la Rambla Nova el 1907. Destaca per l'ús de pedra de llisós, molt ben treballada, i per la decoració modernista amb elements propis de l'arquitectura d'època medieval.

## Descripció
Edifici entre mitgeres, que fa cantonada, amb semisoterrani, entresol, tres pisos, i tribuna a la cantonada, d'estil modernista amb tractament neogòtic.
És un dels edificis de més qualitat de Tarragona i dels més característics de la Rambla. Totalment fet amb pedra natural i treballada, està molt proporcionat tant en l'alternança entre les finestres i el massís, com per la seva singular figura d'aire barroc -amb cancells, llindes i imposta platerescs-.
Cal destacar el ferro forjat d'estil modernista a les baranes dels balcons.
Cresteria també modernista.

## Història
No ha canviat la funció per a la qual va ser construït, si bé en l'actualitat estan instal·lades al lloc que anteriorment havien estat dues delegacions ministerials.